# 代爾拜萊赫
代爾拜萊赫（阿拉伯语：‎）是巴勒斯坦國加沙地带中部的一座城市，也是代尔拜莱赫省的行政中心。它位于加薩以南14（8.7英里）。  2017年该市人口为75,132人，當地境內有枣椰树，而且代爾拜萊赫在阿拉伯語中的意思就是枣椰树。
1948年阿拉伯-以色列戰爭期間，代尔巴拉赫的人口因巴勒斯坦難民的涌入而增加了两倍。之後當地受埃及管理。第三次中东战争後被以色列占领。在以色列占领27年之后的1994年，代尔巴拉赫開始交由巴勒斯坦人自己管理。自2000年阿克萨群众起义爆发以来，以色列國防軍频繁入侵代爾拜萊赫，目的是阻止當地武裝朝以色列發射卡桑火箭。 2005年1月下旬，哈马斯政治人物当选代爾拜萊赫市长。 